# Veilchen
Veilchen, (svenska: viol), opus 256, är en mazurka av Johann Strauss den yngre. Den spelades första gången den 26 maj 1861 i Pavlovsk i Ryssland. 

## Historia

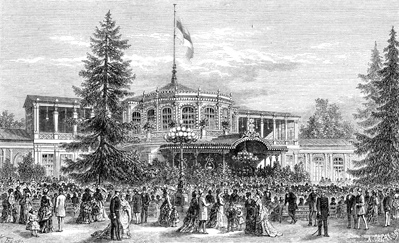
Vauxhall i Pavlovsk. Nöjesetablissemang och järnvägsterminal.

Johann Strauss öppnade sommarsäsongen 1861 i Pavlovsk utanför Sankt Petersburg med en konsert i Vauxhall-paviljongen den 26 maj. Programmet började med ryska nationalsången, följt av musik av Ferenc Erkel, Richard Wagner och Johann Sebastian Bach. Därpå kom en blinkning till den ryska publiken: en mazurka över ryska motiv med titeln "La Violetta" (="Violen"). Publiken uppskattade verket så mycket att det fick upprepas flera gånger. Under de sex månader som Strauss var i Ryssland fick han framföra mazurkan fler än 50 gånger eller låta den framföras av en solist på kornett. I ett brev till sin förläggare Carl Haslinger i Wien skrev Strauss: "I morgon skickar jag dig ... 'La Violetta', Mazurka. Till och med i Wien råder det brist på mazurkor, därför bestämde jag mig för att skriva den, dvs över ryska teman". I Wien publicerades verket med titeln Veilchen, Mazurka över ryska motiv.

## Om verket
Speltiden är ca 3 minuter och 12 sekunder plus minus några sekunder beroende på dirigentens musikaliska tolkning.

## Weblänkar
- Text om Veilchen i Naxos-utgåvan The Johann Strauss Edition. (Stycke 22.)
- Lyssna på smakprov (30 sekunder). Internet Archive.